# Punk & Disorderly
Punk & Disorderly — серия из трёх альбомов-компиляций, первый из которых вышел на Abstract Records в 1981 году (в США феврале 1982 года) и впервые представил широкой публике группы второй волны британского панк-рока (или UK-82). Punk & Disorderly Vol. 1 вошёл в британский Top 50, достиг 3-го места в «независимых» списках (NME Independent Chart) и спустя два года стал «золотым» (набрав 100-тысячный тираж). За ним в 1982—1983 годах последовали Punk and Disorderly Vol. 2 и Vol. 3, также ставшие инди-хитами. В конце 80-х годов вышли два видео-сборника Punk and Disorderly, которые в свою очередь породили DVD (The Best of P&D), куда были добавлены экстра-треки, фрагменты интервью, обзоры видео-релизов Cherry Red Records и Visionary.

## Об альбоме
В 1983 году в Берлине состоялся первый ежегодный Punk & Disorderly Festival, с участием ведущих групп второй волны британского панк-рока. C течением времени фестиваль становился все представительнее: в 2003—2008 годах здесь выступили многие из участников UK-82: U.K. Subs, The Adicts, Stiff Little Fingers, The Exploited, The Business, Broken Bones, Discharge, Peter and the Test Tube Babies, Riot Squad, The Ruts, Chron Gen, 999, Blood, Deadline, English Dogs, The Bones, The Varukers, 4-Skins, Abrasive Wheels, Discipline, Red Alert, Urban Rejects, The Boys, Anti-Nowhere League, Chemical Kaos, Cockney Rejects, Chaos UK, Demented Are Go, G.B.H.

## Список композиций

### Punk & Disorderly, Vol. 1
(Abstract Records, 1982; Posh Boy Records, 1982)
1. Vice Squad, «Last Rockers»
2. The Adicts, «Straight Jacket»
3. UK Decay, «For My Country»
4. Disorder, «Complete Disorder»
5. Peter and the Test Tube Babies, «Banned from the Pubs»
6. The Disrupters, «Young Offender»
7. Red Alert, «In Britian»
8. Blitz, «Someone’s Gonna Die»
9. Dead Kennedys, «Kill the Poor»
10. The Partisans, «Police Story»
11. Demob, «No Room For You»
12. The Insane, «Last Day»
13. Abrasive Wheels, «Army Song»
14. Chaos UK, «4 Minute Warning»
15. Outcasts, «Mania»
16. G.B.H. «City Baby Attacked By Rats»

### Punk & Disorderly, Vol. 2
(Anagram Records, 1982)
1. G.B.H. «Sick Boy»
2. The Expelled, «Dreaming»
3. The Insane, «El Salvador»
4. One Way System, «Stab the Judge»
5. Court Martial, «Gotta Get Out»
6. !Action Pact!, «London Bouncers»
7. The Dark, «Masque»
8. The Violators, «Gangland»
9. Channel 3, «I’ve Got a Gun»
10. Abrasive Wheels, «Vicious Circle»
11. The Enemy, «Fallen Hero»
12. Riot/Clone, «Death to Humanity»
13. The Wall, «Hobby for a Day»
14. Disorder, «More Than Fights»
15. Erazerhead, «Shellshock»
16. Vice Squad, «Resurrection»
17. A.T.V., «How Much Longer?»
18. The Drones, «Corgi Crap»
19. Suburban Studs, «I Hate School»
20. Peter and the Test Tube Babies, «Run Like Hell»

### Punk & Disorderly, vol. 3
(Anagram Records, 1983)
1. Abrasive Wheels, «Burn 'Em Down»
2. One Way System, «Give Us A Future»
3. Newtown Neurotics, «Kick Out The Tories»
4. UK Subs, «Police State»
5. The Destructors, «Jailbait»
6. The Expelled, «Government Policy»
7. The Samples, «Dead Hero»
8. Angelic Upstarts, «Woman In Disguise»
9. The Adicts, «Viva La Revolution»
10. The Vibrators, «Dragnet»
11. The Exploited, «Computers Don’t Blunder»
12. Urban Dogs, «New Barbarians»
13. The Ejected, «Have You Got 10p?»
14. Chron Gen, «Outlaw»
15. !Action Pact!, «Suicide Bag»
16. The Violators, «Summer Of '81»